# Diphenylpyralin
Diphenylpyralin ist ein Arzneistoff, der als systemisches Antiallergikum Anwendung findet.
Er gehört zur Wirkstoffklasse der Antihistaminika der ersten Generation bzw. zur Stoffgruppe der Aminoalkylether.
Diphenylpyralin war in Deutschland (als Grippemittel) und der Schweiz (als perorales Schnupfenmittel) in Form von Kombinationspräparaten im Handel.
Außer der antiallergischen Wirkung wird dem Arzneistoff auch eine sekretionshemmende Wirkung zugeschrieben.

## Chemische Synthese
Die Verbindung lässt sich durch Alkylierung (Williamson-Ethersynthese) von 4-Hydroxy-1-methylpiperidin mit Benzhydrylbromid herstellen.

## Handelsnamen
Kombinationspräparate

Perdiphen (D, außer Handel), Arbid Tropfen (CH, Rezeptur bis 2011)